# Актюбинская область
Актю́бинская о́бласть (каз. Ақтөбе облысы / Aqtöbe oblysy) — область в западной части Казахстана. Крупнейшая по территории область страны, а областной центр, город Актобе, крупнейший по населению областной центр республики. Площадь 300 629 км² (1-е место), что составляет 11 % территории Казахстана. Численность населения — 951,4 тыс. человек (на 1 мая 2025 года).
Образована в результате административно-территориальной реформы 10 марта 1932 года в составе Казакской АССР. Исторически ей предшествовал Актюбинский округ, существовавший в 1921— 1928 годах. В 1936 году область вошла в состав выделенной из РСФСР Казахской ССР, а с 1991 года, после распада СССР, в составе независимой Республики Казахстан.
Область граничит на севере с Оренбургской областью России, на северо-востоке с Костанайской областью, на юго-востоке с Улытауской и Кызылординской областями Казахстана, на юге с Республикой Каракалпакстан Узбекистана, на юго-западе с Мангистауской областью, на западе с Атырауской областью, на северо-западе с Западно-Казахстанской областью Казахстана.

## Физико-географическая характеристика

### Географическое положение
Актюбинская область расположена в Западном Казахстане между 51 и 45 градусами северной широты и 49 и 64 градусами восточной долготы. Протяжённость территории с запада на восток около 800 км, с севера на юг около 700 км. Расстояние от Актобе до Астаны по прямой около 1000 км, по автомобильным дорогам 1500 км.

### Рельеф
Актюбинская область расположена между Прикаспийской низменностью на западе, плато Устюрт на юге, Туранской низменностью на юго-востоке и южными отрогами Урала на севере. Большая часть области представляет собой равнину, расчленённую долинами рек, высотой 100-200 м. В средней части простираются Мугоджары (высшая точка гора Большой Бактыбай, 657 м). На западе Актюбинской области расположено Подуральское плато, на юго-западе переходящее в Прикаспийскую низменность; на юго-востоке — массивы бугристых песков Приаральские Каракумы и Большие и Малые Барсуки. На северо-востоке в Актюбинской области заходит Тургайское плато, изрезанное оврагами.

### Климат
Климат резко континентальный, зима холодная, лето жаркое и засушливое. Летом часты суховеи и пыльные бури, зимой — метели. Средняя температура июля на северо-западе +22,5°C, на юго-востоке +25°C, января соответственно −16°C и −25,5°C. Количество осадков на северо-западе около 300, в центре и на юге 125 — 200 мм в год. Вегетационный период от 175 дней на северо-западе до 190 дней на юго-востоке.

### Гидрография
Реки Актюбинской области принадлежат к бессточным бассейнам Каспийского моря и небольших озёр, истоки рек находятся в Мугоджарах. Крупнейшие реки: Эмба (712 км), притоки Урала Орь (314 км) и Илек, а также Тургай (825 км) с притоком Иргиз (593 км), Уил (800 км) и Сагиз. Многие реки маловодны, летом пересыхают или распадаются на плёсы.
Много озёр, более 150, главным образом, мелких и средних солёных, например, Айке, некоторые из них, пересыхая, образуют солончаки, например, Шалкартениз, заполняющееся водой только весной. Маловодные реки и солёные озёра почти не пригодны для хозяйственных целей. В связи с этим широко используются пресные подземные воды.
На реке Каргалы запружено Каргалинское водохранилище площадью 28,5 км², ёмкостью 280 млн м³.

### Флора и фауна
Северо-западная часть области занята ковыльно-разнотравной и полынно-злаковой степью на чернозёмных и тёмно-каштановых почвах с пятнами солонцов, по долинам рек растёт луговая растительность, рощи из тополя, осины, берёзы, заросли кустарников.
Средняя и северо-восточная части заняты злаково-полынной сухой степью на светло-каштановых и серозёмных слабосолонцеватых почвах. На юге расположены полынно-солянковые полупустыни и пустыни на бурых солонцеватых почвах с массивами песков и солончаков. Много грызунов (степные пеструшки, суслики, тушканчики), хищных (волк, корсак), сохранились антилопы (сайга и джейран).

## История

### Период до образования Актюбинской области
Во II тысячелетии до н. э. на территории Северного и Западного Казахстана проживали андроновские (алакульские) племена. Основу их хозяйства составляли кочевое скотоводство и мотыжное земледелие. В степях Актюбинской области обнаружены два типа надмогильных сооружений: кольцеобразные каменные ограды и курганы. К культуре средней бронзы (XXVI/XXV — XX/XIX века до н. э.) относятся находки на реке Каргалы, вблизи Актобе.
Согласно письменным источникам, в VIII — X веках на территории области обитали представители тюркских племенных союзов кипчаков, кимаков и огузов, основным занятием которых было кочевое скотоводство. Некоторые кимаки в зимний период прикочёвывали в степи между Уралом и Эмбой, а лето проводили в Прииртышье. К X веку большая часть огузов расселилась в степях у Аральского и Каспийского морей, они кочевали по Иргизу, в предгорьях Мугоджар, по Эмбе, Уралу, на берегах Аралсора и Уила. Было найдено несколько огузских крепостей: Нуджах и Бадагах в районе Мугоджарского хребта, Даранда (Дендера) и Дарку между северо-восточными склонами Мугоджар и отрогами Южного Урала.
В XI — XII веках территории Актюбинской области были частью обширных владений кипчакских племён. В процессе завоевания Средней Азии монголами, этот регион стал частью Монгольской империи, а после её распада вошёл в состав Золотой Орды. После того, как в XIII — XIV веках началось раздробление Золотой Орды, эти земли вошли в состав нескольких новообразованных тюрко-татарских ханств. В конце концов территория современной Актюбинской области стала частью Казахского ханства. Территории Западного Казахстана принадлежали родоплеменным объединениям Алшын (алимулы и байулы) и Жетыру, которые образовывали Малую орду (жуз).

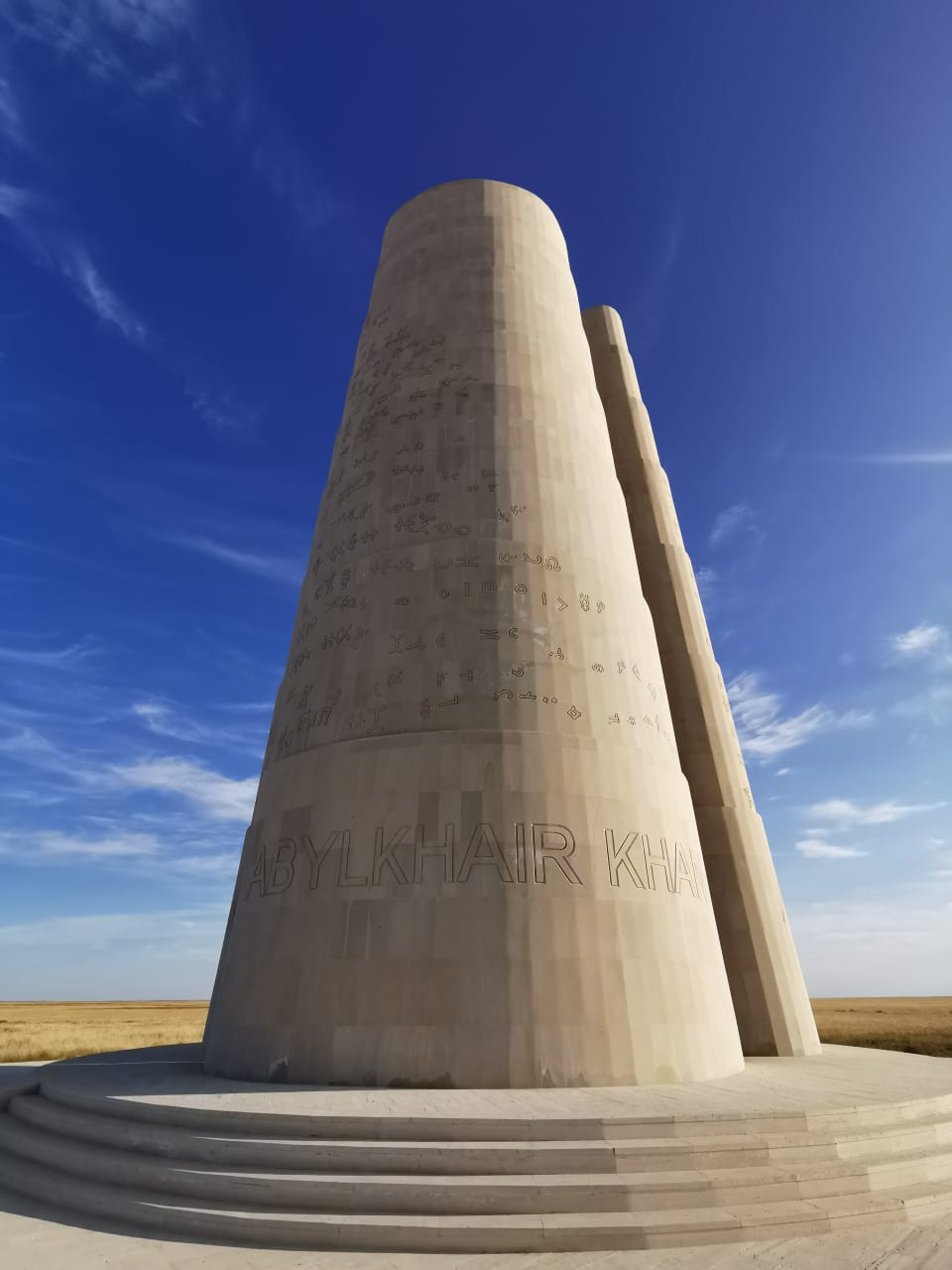
Мемориальный комплекс «Хан моласы»

В царствование Анны Иоанновны Младший и Средний жузы были приняты в подданство России и до 1920-х годов подчинялись пограничной системе управления. Затем в Младшем жузе было упразднено ханское достоинство, а Оренбургская киргизская степь разделена на три части: Западную, Среднюю и Восточную, которыми правили султаны. В конце 1850-х годов эти степи были введены в состав империи на общих основаниях, с передачей из ведения министерства иностранных дел в ведомство министерства внутренних дел. Оренбургскую киргизскую степь переименовали в Область оренбургских киргизов, а пограничную комиссию — в областное правление оренбургскими киргизами.
В 1865 году Область оренбургских киргизов разделена на две: Уральскую из земель Уральского казачьего войска, западной и небольшого пространства средней части Области оренбургских киргизов и Тургайскую из остальной части Области оренбургских киргизов. Временное положение об управлении в степных областях Оренбургского и Западно-Сибирского генерал-губернаторств от 11 июля 1867 года закрепило на законодательном уровне присоединение казахских территорий к Российской империи и положило начало завершающему этапу этого исторического процесса. Направление к юго-востоку от Оренбурга, который был опорным пунктом в колонизации этих богатых земель, показалось русским придворным стратегам очень привлекательным.
В мае 1869 года к междуречью Илека и Хобды направился отряд из двух рот пехоты, сотни казаков и 14 орудий, которым командовал флигель-адъютант граф фон Борг. По настоянию военного губернатора края Льва Баллюзека, который был в составе отряда, 15 (28) мая (или 14 (27) мая) на двух холмах в урочище у слияния рек Илек и Каргалы заложили укрепление Ак-Тюбе.

### После образования Актюбинской области
Актюбинская область была образована 10 марта 1932 года. Изначально область состояла из 17 районов: Адамовского, Акбулакского, Актюбинского, Аральского, Батпаккаринского, Джетыгаринского, Иргизского, Карабалыкского, Ключевого (совр. Алгинского), Кустанайского, Мендыгаринского, Семиозёрного, Табынского (совр. Байганинского), Темирского, Убаганского, Хобдинского, Челкарского (совр. Шалкарского). В том же году из Акбулакского района был выделен Мартукский район, а сам Акбулакский район был передан Оренбургской области.
В 1936 году из 11 районов Актюбинской области была образована Кустанайская область. В 1938 году Аральский район был передан Кзыл-Ординской области. В том же году в области был образован Родниковский район. К 1 октября 1938 года в области было 13 районов (Иргизский, Карабутакский, Ключевой, Мартукский, Новороссийский, Родниковский, Степной, Табынский, Темирский, Уильский, Хобдинский и Челкарский) и город областного подчинения Актюбинск.
23 августа 1940 года Табынский район был переименован в Байганинский.
26 сентября 1957 года был упразднён Родниковский район.
К 1958 году в области насчитывалось 12 крупных районов. Территории современного Мугалжарского района занимал Джурунский район, а Каргалинского — Степной район.
2 января 1963 года были упразднены Байганинский, Джурунский, Иргизский, Ключевой, Степной и Уильский районы. Оставшиеся районы преобразованы в сельские районы. Образованы Алгинский сельский и Кандагачский промышленный районы.
31 декабря 1964 года был упразднён Кандагачский промышленный район. Образованы Байганинский, Иргизский и Уилский сельские районы.
В январе 1965 года сельские районы были преобразованы в административно-территориальные районы.
31 января 1966 года были образованы Комсомольский, Ленинский и Мугоджарский районы, а Темирский район был переименован в Кандагачский.
11 января 1967 года Кандагачский район был переименован в Октябрьский.
4 декабря 1970 года был образован Актюбинский район, 10 марта 1972 года — Темирский район, 15 февраля 1977 года — Исатайский район.
После объявления независимости Республики Казахстан Актюбинский, Исатайский, Карабутакский и Октябрьский районы были упразднены и вошли в состав других районов области.

## Административное деление

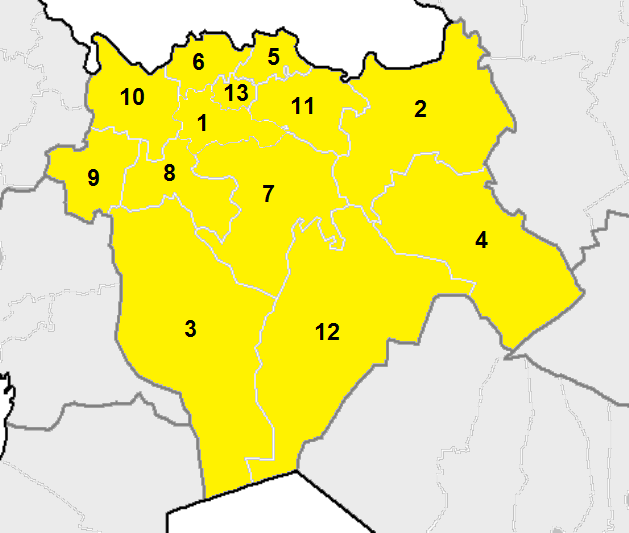
Административная карта области

Область разделена на 12 районов и 1 город областного подчинения (городской акимат):
1. Алгинский район — город Алга (22 746 человек);
2. Айтекебийский район — село Темирбека Жургенова (7303 человек);
3. Байганинский район — село Карауылкельды (11 325 человек);
4. Иргизский район — село Иргиз (6849 человек);
5. Каргалинский район — село Бадамша (5905 человек);
6. Мартукский район — село Мартук (10 765 человек);
7. Мугалжарский район — город Кандыагаш (35 562 человек);
8. Темирский район — посёлок Шубаркудук (14 360 человек);
9. Уилский район — село Уил (6534 человек);
10. Хобдинский район — село Кобда (6029 человек);
11. Хромтауский район — город Хромтау (30 167 человек);
12. Шалкарский район — город Шалкар (28 148 человек);
13. город Актобе (564 729 человек).

Всего в области 8 городов (Актобе, Алга, Жем, Кандыагаш, Темир, Хромтау, Шалкар, Эмба), 4 посёлка городского типа.

### Органы государственной власти и местное самоуправление
В советское время региональным органом партийного управления в области был Актюбинский областной комитет КП Казахстана. Первым руководителем области (1932 — 1934) был Шаяхмет Шамухамедович Ярмухамедов (1902 — 1953).
Акимат (администрация) Актюбинской области является исполнительным органом власти на территории области. Положение и статус акимата определяется положением о государственном учреждении «Аппарат акима Актюбинской области». Главой акимата является аким области, который напрямую назначается Президентом Республики Казахстан. С 5 сентября 2023 года должность акима занимает Шахаров Асхат Берлешевич.
Маслихат Актюбинской области является представительным органом, депутаты которого избираются жителями области. Действующим секретарём областного маслихата является Суентаева Гулкасима Рамазановна.

### Акимы
Актюбинский областной комитет КП Казахстана, Шаблон:Председатели Актюбинского облисполкома
1. Кулмаханов, Шалбай Кулмаханович (1992 — 1993);
2. Пачин, Савелий Тимофеевич (1993 — 1995);
3. Мусин, Аслан Еспулаевич (сентябрь 1995 — апрель 2002);
4. Имантаев, Ермек Жетписбаевич (апрель 2002 — июль 2004);
5. Сагиндыков, Елеусин Наурызбаевич (10 июля 2004 — 22 июля 2011);
6. Мухамбетов, Архимед Бегежанович (22 июля 2011 — 11 сентября 2015)[21];
7. Сапарбаев, Бердибек Машбекович (11 сентября 2015[22] — 25 февраля 2019);
8. Уразалин, Ондасын Сеилович (с 26 февраля 2019[23] — 31 августа 2022[24] );
9. Тугжанов, Ералы Лукпанович (с 31 августа 2022 - 5 сентября 2023)[25]
10. Шахаров, Асхат Берлешевич (с 5 сентября 2023 - по наст. время)

## Общая карта
Легенда карты:
|  | Административный центр, 581 197 чел. |
|  | от 30 000 до 50 000 чел.             |
|  | от 20 000 до 30 000 чел.             |
|  | от 10 000 до 20 000 чел.             |
|  | от 5000 до 10 000 чел.               |
|  | от 2000 до 5000 чел.                 |
|  | до 2000 чел.                         |

Жирным шрифтом выделены города

## Население
| Численность населения Актюбинской области | Численность населения Актюбинской области | Численность населения Актюбинской области | Численность населения Актюбинской области | Численность населения Актюбинской области | Численность населения Актюбинской области | Численность населения Актюбинской области | Численность населения Актюбинской области | Численность населения Актюбинской области |
| 15.01.1970                                | 17.01.1979                                | 12.01.1989                                | 14.02.1999                                | 2000                                      | 2001                                      | 2002                                      | 2003                                      | 2004                                      |
| ----------------------------------------- | ----------------------------------------- | ----------------------------------------- | ----------------------------------------- | ----------------------------------------- | ----------------------------------------- | ----------------------------------------- | ----------------------------------------- | ----------------------------------------- |
| 550 582                                   | ↗629 241                                  | ↗737 995                                  | ↘682 558                                  | ↘677 715                                  | ↘670 231                                  | ↘668 166                                  | ↗668 378                                  | ↗671 812                                  |
| 2005                                      | 2006                                      | 2007                                      | 2008                                      | 25.02.2009                                | 2010                                      | 2011                                      | 2012                                      | 2013                                      |
| ↗678 607                                  | ↗686 698                                  | ↗695 454                                  | ↗703 660                                  | ↗757 768                                  | ↗763 055                                  | ↗776 942                                  | ↗785 824                                  | ↗795 288                                  |
| 2014                                      | 2015                                      | 2016                                      | 2017                                      | 2018                                      | 2019                                      | 2020                                      | 2021                                      | 01.10.2022                                |
| ↗808 389                                  | ↗821 945                                  | ↗834 181                                  | ↗845 034                                  | ↗857 081                                  | ↗869 066                                  | ↗881 096                                  | ↗893 785                                  | ↗924 845                                  |
| 2023                                      | 2024                                      | 2025                                      |                                           |                                           |                                           |                                           |                                           |                                           |
| ↗928 159                                  | ↗939 405                                  | ↗949 524                                  |                                           |                                           |                                           |                                           |                                           |                                           |

### Этнический состав
Национальный состав населения Актюбинской губернии Казахской АССР, согласно данным переписи 1926 года:
| Этнос    | Население | %       |
| -------- | --------- | ------- |
| Казахи   | 320 053   | 68,3    |
| Украинцы | 88 413    | 18,9    |
| Русские  | 43 812    | 9,3     |
| Всего    | 468 831   | 468 831 |

Этнический состав населения области по переписи 1926 года: казахи — 68,3 %; украинцы — 18,9 %; русские — 9,3 %; татары — 1,7 %.

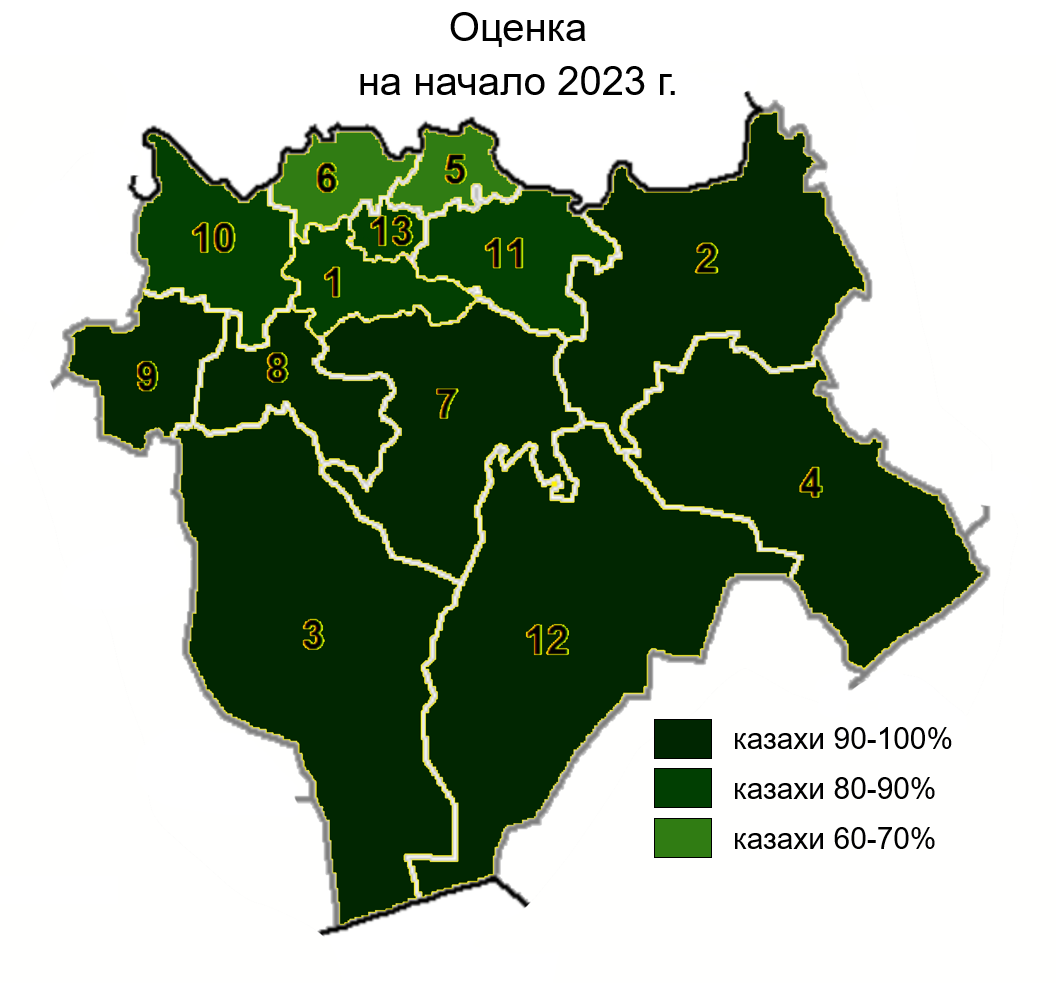
Крупнейший этнос по районам области по оценке на начало 2023 года

|               | 1989, чел. | %       | 1999 , чел. | %       | 2009 , чел. | %       | 2019, чел. | %       |
| ------------- | ---------- | ------- | ----------- | ------- | ----------- | ------- | ---------- | ------- |
| всего         | 732653     | 100,00% | 682558      | 100,00% | 757768      | 100,00% | 869637     | 100,00% |
| Казахи        | 407222     | 55,58%  | 482285      | 70,66%  | 601463      | 79,37%  | 720376     | 84,84%  |
| Русские       | 173281     | 23,65%  | 114416      | 16,76%  | 103069      | 13,60%  | 98642      | 9,34%   |
| Украинцы      | 74547      | 10,17%  | 46848       | 6,86%   | 25485       | 3,36%   | 21625      | 2,49%   |
| Татары        | 16924      | 2,31%   | 11675       | 1,71%   | 9545        | 1,26%   | 9196       | 1,06%   |
| Немцы         | 31628      | 4,32%   | 10721       | 1,57%   | 5489        | 0,72%   | 5698       | 0,66%   |
| Корейцы       | 1350       | 0,18%   | 1383        | 0,20%   | 1475        | 0,19%   | 1433       | 0,16%   |
| Молдаване     | 3716       | 0,51%   | 2164        | 0,32%   | 1429        | 0,19%   | 1420       | 0,16%   |
| Узбеки        | 754        | 0,10%   | 566         | 0,08%   | 800         | 0,11%   | 1409       | 0,16%   |
| Чеченцы       | 3335       | 0,46%   | 1379        | 0,20%   | 1287        | 0,17%   | 1295       | 0,15%   |
| Азербайджанцы | 1588       | 0,22%   | 988         | 0,14%   | 986         | 0,13%   | 1235       | 0,14%   |
| Белорусы      | 4736       | 0,65%   | 2569        | 0,38%   | 1343        | 0,18%   | 1152       | 0,13%   |
| Башкиры       | 2643       | 0,36%   | 1106        | 0,16%   | 765         | 0,10%   | 792        | 0,09%   |
| Болгары       | 1457       | 0,20%   | 1045        | 0,15%   | 689         | 0,09%   | 685        | 0,08%   |
| Армяне        | 569        | 0,08%   | 422         | 0,06%   | 459         | 0,06%   | 520        | 0,06%   |
| другие        | 8903       | 1,22%   | 4991        | 0,73%   | 3484        | 0,46%   | 4159       | 0,48%   |

По районам
|    |                     | Всего  | Ка- за- хи | %       | Рус- ские | %       | Ук- раин- цы | %       | Та- та- ры | %      | Нем- цы | %      | Ко- рей- цы | %      | Мол- да- ва- не | %      | Уз- бе- ки | %      | Че- чен- цы | %      | Азер- байд- жан- цы | %      | Бе- ло- ру- сы | %      |
| -- | ------------------- | ------ | ---------- | ------- | --------- | ------- | ------------ | ------- | ---------- | ------ | ------- | ------ | ----------- | ------ | --------------- | ------ | ---------- | ------ | ----------- | ------ | ------------------- | ------ | -------------- | ------ |
|    | ОБЛАСТЬ             | 757768 | 601463     | 79,37 % | 103069    | 13,60 % | 25485        | 3,36 %  | 9545       | 1,26 % | 5489    | 0,72 % | 1475        | 0,19 % | 1429            | 0,19 % | 800        | 0,11 % | 1287        | 0,17 % | 986                 | 0,13 % | 1343           | 0,18 % |
| 1  | Алгинский район     | 38578  | 29996      | 77,75 % | 4363      | 11,31 % | 2094         | 5,43 %  | 351        | 0,91 % | 459     | 1,19 % | 39          | 0,10 % | 297             | 0,77 % | 36         | 0,09 % | 178         | 0,46 % | 75                  | 0,19 % | 101            | 0,26 % |
| 2  | Айтекебийский район | 25723  | 23928      | 93,02 % | 1097      | 4,26 %  | 277          | 1,08 %  | 126        | 0,49 % | 44      | 0,17 % | 15          | 0,06 % | 38              | 0,15 % | 3          | 0,01 % | 19          | 0,07 % | 4                   | 0,02 % | 63             | 0,24 % |
| 3  | Байганинский район  | 22073  | 22025      | 99,78 % | 24        | 0,11 %  | 5            | 0,02 %  | 10         | 0,05 % | 1       | 0,00 % | 0           | 0,00 % | 1               | 0,00 % | 0          | 0,00 % | 0           | 0,00 % | 0                   | 0,00 % | 0              | 0,00 % |
| 4  | Иргизский район     | 14416  | 14358      | 99,60 % | 37        | 0,26 %  | 4            | 0,03 %  | 16         | 0,11 % | 1       | 0,01 % | 0           | 0,00 % | 0               | 0,00 % | 0          | 0,00 % | 0           | 0,00 % | 0                   | 0,00 % | 0              | 0,00 % |
| 5  | Каргалинский район  | 16781  | 10054      | 62,23 % | 3340      | 19,90 % | 1913         | 11,40 % | 234        | 1,39 % | 748     | 4,46 % | 2           | 0,01 % | 80              | 0,48 % | 31         | 0,18 % | 72          | 0,43 % | 33                  | 0,20 % | 73             | 0,44 % |
| 6  | Мартукский район    | 29843  | 17781      | 59,58 % | 5505      | 18,45 % | 4362         | 14,62 % | 584        | 1,96 % | 840     | 2,81 % | 38          | 0,13 % | 111             | 0,37 % | 37         | 0,12 % | 50          | 0,17 % | 59                  | 0,20 % | 121            | 0,41 % |
| 7  | Мугалжарский район  | 62115  | 56131      | 90,37 % | 3924      | 6,32 %  | 851          | 1,37 %  | 451        | 0,73 % | 133     | 0,21 % | 81          | 0,13 % | 43              | 0,07 % | 45         | 0,07 % | 113         | 0,18 % | 30                  | 0,05 % | 64             | 0,10 % |
| 8  | Уилский район       | 18619  | 18431      | 98,99 % | 134       | 0,72 %  | 7            | 0,04 %  | 46         | 0,25 % | 0       | 0,00 % | 0           | 0,00 % | 0               | 0,00 % | 1          | 0,01 % | 0           | 0,00 % | 0                   | 0,00 % | 0              | 0,00 % |
| 9  | Темирский район     | 34425  | 32671      | 94,90 % | 1092      | 3,17 %  | 144          | 0,42 %  | 310        | 0,90 % | 25      | 0,07 % | 5           | 0,01 % | 9               | 0,03 % | 16         | 0,05 % | 73          | 0,21 % | 4                   | 0,01 % | 1              | 0,00 % |
| 10 | Хобдинский район    | 19591  | 15895      | 81,13 % | 2027      | 10,35 % | 1075         | 5,49 %  | 65         | 0,33 % | 232     | 1,18 % | 1           | 0,01 % | 53              | 0,27 % | 6          | 0,03 % | 103         | 0,53 % | 9                   | 0,05 % | 39             | 0,20 % |
| 11 | Хромтауский район   | 39748  | 30001      | 75,48 % | 5885      | 14,81 % | 2033         | 5,11 %  | 417        | 1,05 % | 565     | 1,42 % | 45          | 0,11 % | 98              | 0,25 % | 56         | 0,14 % | 77          | 0,19 % | 63                  | 0,16 % | 142            | 0,36 % |
| 12 | Шалкарский район    | 44187  | 43520      | 98,49 % | 399       | 0,90 %  | 26           | 0,06 %  | 198        | 0,45 % | 10      | 0,02 % | 1           | 0,00 % | 0               | 0,00 % | 9          | 0,02 % | 0           | 0,00 % | 1                   | 0,00 % | 1              | 0,00 % |
| 13 | Актобе, г.а.        | 391669 | 286672     | 73,19 % | 75242     | 19,21 % | 12694        | 3,24 %  | 6737       | 1,72 % | 2431    | 0,62 % | 1248        | 0,32 % | 699             | 0,18 % | 560        | 0,14 % | 602         | 0,15 % | 708                 | 0,18 % | 738            | 0,19 % |

|    |                     | Всего  | Ка- за- хи | %       | Рус- ские | %       | Ук- раин- цы | %       | Та- та- ры | %      | Нем- цы | %      | Ко- рей- цы | %      | Мол- да- ва- не | %      | Уз- бе- ки | %      | Че- чен- цы | %      | Азер- байд- жан- цы | %      | Бе- ло- ру- сы | %      |
| -- | ------------------- | ------ | ---------- | ------- | --------- | ------- | ------------ | ------- | ---------- | ------ | ------- | ------ | ----------- | ------ | --------------- | ------ | ---------- | ------ | ----------- | ------ | ------------------- | ------ | -------------- | ------ |
|    | ОБЛАСТЬ             | 869637 | 720376     | 82,84 % | 98642     | 11,34 % | 21625        | 2,49 %  | 9196       | 1,06 % | 5698    | 0,66 % | 1433        | 0,16 % | 1420            | 0,16 % | 1409       | 0,16 % | 1295        | 0,15 % | 1235                | 0,14 % | 1152           | 0,13 % |
| 1  | Алгинский район     | 40476  | 32626      | 80,61 % | 4108      | 10,15 % | 1714         | 4,23 %  | 316        | 0,78 % | 439     | 1,08 % | 32          | 0,08 % | 275             | 0,68 % | 63         | 0,16 % | 153         | 0,38 % | 91                  | 0,22 % | 80             | 0,20 % |
| 2  | Айтекебийский район | 24895  | 23322      | 93,68 % | 1008      | 4,05 %  | 216          | 0,87 %  | 112        | 0,45 % | 30      | 0,12 % | 14          | 0,06 % | 32              | 0,13 % | 3          | 0,01 % | 17          | 0,07 % | 6                   | 0,02 % | 48             | 0,19 % |
| 3  | Байганинский район  | 22809  | 22763      | 99,80 % | 19        | 0,08 %  | 4            | 0,02 %  | 7          | 0,03 % | 1       | 0,00 % | 0           | 0,00 % | 1               | 0,00 % | 8          | 0,04 % | 0           | 0,00 % | 1                   | 0,00 % | 0              | 0,00 % |
| 4  | Иргизский район     | 14999  | 14957      | 99,72 % | 25        | 0,17 %  | 2            | 0,01 %  | 13         | 0,09 % | 1       | 0,01 % | 1           | 0,01 % | 0               | 0,00 % | 0          | 0,00 % | 0           | 0,00 % | 0                   | 0,00 % | 0              | 0,00 % |
| 5  | Каргалинский район  | 17107  | 10646      | 62,63 % | 3253      | 19,02 % | 1709         | 9,99 %  | 232        | 1,36 % | 762     | 4,45 % | 5           | 0,03 % | 80              | 0,47 % | 48         | 0,28 % | 59          | 0,34 % | 40                  | 0,23 % | 50             | 0,29 % |
| 6  | Мартукский район    | 29980  | 18802      | 62,72 % | 5296      | 17,67 % | 3643         | 12,15 % | 528        | 1,76 % | 832     | 2,78 % | 41          | 0,14 % | 107             | 0,36 % | 75         | 0,25 % | 50          | 0,17 % | 62                  | 0,21 % | 110            | 0,37 % |
| 7  | Мугалжарский район  | 67416  | 62113      | 92,13 % | 3647      | 5,41 %  | 559          | 0,83 %  | 395        | 0,59 % | 130     | 0,19 % | 73          | 0,11 % | 23              | 0,03 % | 48         | 0,07 % | 93          | 0,14 % | 32                  | 0,05 % | 34             | 0,05 % |
| 8  | Уилский район       | 18651  | 18492      | 99,15 % | 122       | 0,65 %  | 4            | 0,02 %  | 31         | 0,17 % | 0       | 0,00 % | 0           | 0,00 % | 0               | 0,00 % | 0          | 0,00 % | 0           | 0,00 % | 0                   | 0,00 % | 0              | 0,00 % |
| 9  | Темирский район     | 37740  | 36164      | 95,82 % | 961       | 2,55 %  | 96           | 0,25 %  | 301        | 0,80 % | 18      | 0,05 % | 5           | 0,01 % | 7               | 0,02 % | 48         | 0,13 % | 65          | 0,17 % | 3                   | 0,01 % | 0              | 0,00 % |
| 10 | Хобдинский район    | 18623  | 15256      | 81,92 % | 1961      | 10,53 % | 829          | 4,45 %  | 55         | 0,30 % | 212     | 1,14 % | 0           | 0,00 % | 58              | 0,31 % | 32         | 0,17 % | 79          | 0,42 % | 10                  | 0,05 % | 29             | 0,16 % |
| 11 | Хромтауский район   | 42951  | 33931      | 79,00 % | 5480      | 12,76 % | 1641         | 3,82 %  | 354        | 0,82 % | 547     | 1,27 % | 39          | 0,09 % | 97              | 0,23 % | 206        | 0,48 % | 73          | 0,17 % | 66                  | 0,15 % | 123            | 0,29 % |
| 12 | Шалкарский район    | 45996  | 45443      | 98,80 % | 326       | 0,71 %  | 12           | 0,03 %  | 134        | 0,29 % | 2       | 0,00 % | 1           | 0,00 % | 0               | 0,00 % | 49         | 0,11 % | 1           | 0,00 % | 2                   | 0,00 % | 2              | 0,00 % |
| 13 | Актобе, г.а.        | 487994 | 385861     | 79,07 % | 72436     | 14,84 % | 11196        | 2,29 %  | 6718       | 1,38 % | 2724    | 0,56 % | 1222        | 0,25 % | 740             | 0,15 % | 829        | 0,17 % | 705         | 0,14 % | 922                 | 0,19 % | 676            | 0,14 % |

## Экономика
Актюбинская область — крупный промышленный регион Казахстана. Основа промышленности:  горнодобывающая и химическая отрасли, чёрная металлургия. Запасы полезных ископаемых составляют: газа 144,9 млрд м³, нефти  243,6 млн тонн, нефтегазоконденсата 32,7 млн тонн. Имеются крупные месторождения хромитовых (1-е место в СНГ), никеле-кобальтовых руд, фосфорита, калийных солей и других полезных ископаемых.
За 2019 год валовый региональный продукт области составил 6841,2 млн долларов США, из них промышленность составляет 35,2 %, сельское хозяйство — 5,1 %. ВРП на душу населения составляет 7,8 тыс. долларов США.
По состоянию на 2020 г., уровень газификации Актюбинской области составляет 90,1 %.

### Промышленность
Актюбинский регион обладает богатой минерально-сырьевой базой, насчитывающей 340 месторождений полезных ископаемых. На её территории сосредоточены все запасы казахского хрома, 55 % никеля, 40 % титана, 34 % фосфоритов, около 10 % разведанных запасов и 30 % прогнозных ресурсов углеводородного сырья Казахстана, 4,7 % цинка, 3,6 % меди, 2 % алюминия, 1,4 % угля от общих запасов в стране.
Область занимает второе место в мире по запасам хромитовых руд, более 400 млн тонн, третье место в Казахстане по запасам медных руд, 100 млн. тонн и нефти 900 млн тонн, а также четвёртое место в стране по запасам газа. Здесь сконцентрирована вся добыча хромовой руды, производство рентгеноаппаратуры и более четверти казахстанских ферросплавов. Промышленность имеет многоотраслевую структуру и включает: горнодобывающую и нефтегазоперерабатывающую отрасли, черную и цветную металлургию, машиностроение, химическую, легкую и пищевую отрасли, производство строительных материалов.
В 2019 г. в обрабатывающем секторе произведено продукции на сумму 600 млрд тенге. В структуре производства обрабатывающей промышленности наибольшую долю занимает:
- производство ферросплавов 47 %;
- производство хромовых солей 14,2 %;
- производство рельсовой продукции 9,7 %.

Перспективы развития получают отрасли, связанные с выпуском точной, высокотехнологичной и наукоёмкой продукции высоких переделов.
На 1 июня 2020 г. в промышленном производстве зарегистрировано 1617 предприятий, в том числе 645 действующих.
Крупные предприятия: предприятие по добыче хромовой руды и концентратов АО «ТНК «Казхром», нефтедобывающие предприятия АО «СНПС-Актобемунайгаз», ТОО «Казахойл Актобе», завод по производству химических соединений АО «Актюбинский завод хромовых соединений», предприятие по производству рельсовой продукции ТОО «Актюбинский рельсобалочный завод», предприятие по добыче медной руды и концентратов ТОО «Актюбинская медная компания», предприятие по добыче хромовой руды и концентратов ТОО «Восход-Oriel», компания по добыче золотосодержащей руды АО Altynеx Company.

### Сельское хозяйство
Общая площадь земель сельскохозяйственного назначения Актюбинской области по состоянию на 1 января 2020 года составляет 10 672,3 тыс. га, в том числе пастбища — 9434,4 тыс. га, пашни — 715,8 тыс. га, сенокосы — 133,8 тыс. га, пахотнопригодные земли — 247,9 тыс. га, многолетние насаждения — 0,6 тыс. га, огороды — 0,6 тыс. га, прочие земли 139,2 тыс. га.
Валовый выпуск продукции и услуг сельского хозяйства в целом по области в 2019 году составил 275,2 млрд тг, что выше уровня соответствующего периода предыдущего года на 3,7 %. За последние три года рост производства валовой продукции составил 136,6 %.
Основными направлениями развития АПК области является животноводство, при этом также развивается  растениеводство. В отрасли животноводства объём валовой продукции в 2019 году составил 174,7 млрд.тенге, растениводство 99,4 млрд.тенге.
Рост объёма производства продукции сельского хозяйства в 2019 году обусловлен увеличением объёмов забоя скота и птицы в живом весе на 8,5 %, надоев сырого коровьего молока на 3,2 %, яиц куриных на 2,6 %.
На 1 января 2020 года по сравнению с аналогичной датой прошлого года во всех категориях хозяйств численность лошадей увеличилась на 12,1 % и составила 144,3 тыс. голов, крупного рогатого скота соответственно на 6,3 % и 493,5 тыс. голов, овец на 1,2 % и 981,2 тыс. голов, коз на 4,6 % и 145,8 тыс. голов, птицы на 7,7 % и 1310,5 тыс. голов, верблюдов на 1,9 % и 17,8 тыс. голов, свиней на 1,8 % и 58,4 тыс. голов.
Согласно утверждённой структуре посевов в 2020 году посевы сельскохозяйственных культур проведены на площади 787,0 тыс.га, в том числе 457,3 тыс.га зерновых и зернобобовых культур, 35,2 тыс.га масличных культур, 282,2 тыс.га кормовых культур, 6,3 тыс.га картофеля, 5,9 тыс.га бахчевых культур.
Для дальнейшего увеличения валовой продукции сельского хозяйства разработана программа развития АПК Актюбинской области на 2020 — 2025 годы. В соответствии с указанной программой предусматривается увеличение в течение 5 лет производительности труда в АПК и экспорта переработанной сельскохозяйственной продукции как минимум в 2,5 раза по сравнению с 2017 годом. При этом до 2025 года по области планируется увеличить объём производимой валовой продукции до 444,5 млрд тенге, из них по животноводству 289,0 млрд тенге, растениеводству 155,5 млрд тенге.

### Транспорт
Протяженность автомобильных дорог общего пользования в Актюбинской области составляет 6856,6 км, в том числе: 1894 км республиканского, 1262,8 км областного и 3699,8 км районного значения. В области проходят автомобильные дороги республиканского значения Самара — Шымкент, Актобе — Кандыагаш — Эмба — Шалкар, Актобе — Мартук, Актобе — Орск, Актобе — Атырау — граница с РФ (на Астрахань). Имеются автомобильные дороги областного значения Кобда — Мартук, Покровка — Темир — Кенкияк — Эмба, Шубаркудук — Уил — Кобда — Соль-Илецк, Актобе — Орск, Бадамша — Дон, Актобе — Родниковка — Мартук, Шалкар — Бозой — граница с Республикой Узбекистан (на Нукус), Актобе — Болгарка — Шубаркудук, Актобе — Орск — Петропавловка — Хазретовка.
По области перевозку пассажиров и багажа осуществляют 20 перевозчиков с частной формой собственности. Действуют 80 маршрутов, из них 52 городских, 17 внутриобластных, 5 межобластных и 6 международных маршрутов, обеспечивающие связь населённых пунктов области с городами России Орском, Оренбургом, Самарой, Новотроицком, Казанью, Санкт-Петербургом.
В области функционируют 1 автовокзал в городе Актобе и 2 автостанции в городах Актобе, Хромтау и 1 пункт обслуживания пассажиров в селе Комсомольское. В остальных районных центрах области функционируют кассовые пункты для продажи проездных документов.
По областному центру г. Актобе регулярные городские перевозки пассажиров осуществляют 2 перевозчика: ТОО «Автопарк» и ТОО «ПАТП». Обслуживаются 52 маршрутов, задействовано более 400 единиц автобусов большой, средней и малой вместимости.

## Социальная сфера

### Наука и образование
В области функционируют 558 дошкольных организаций (на 1 августа 2016 года ), из них 293 детских сада, 265 мини-центров. В области работает 426 общеобразовательных школ, из которых 416 государственных, 7 частных, и 3 вечерних.
По состоянию на 29 сентября 2020 года в области открыто 10 частных детских садов, в том числе 9 детских садов на 776 мест в Актобе и 1 детский сад на 75 мест в Шалкаре.
На 2020 — 2021 учебный год в городе Актобе функционируют 10 частных школ: «Сымбат 2050», «Самгау», «Акбобек», «Зерде», «Кунан», Аkbobek international school, «Шанырак», школа-гимназия и колледж КАЗГЮУ, школа-лицей «Кемел знаний», школа-гимназия им. С. Баишева.
В области функционируют 18 частных организаций технического и профессионального образования.

### Спорт
В Актюбинской области функционирует 31 детско-юношеская спортивная школа, в том числе 14 областных детско-юношеских спортивных школ, школа высшего спортивного мастерства, центр олимпийского резерва, 4 городских и 12 районных ДЮСШ и 1 детско-юношеская спортивная школа на базе Актюбинского завода ферросплавов, где занимаются около 19 тысяч детей и подростков.
В 2016 году в Актобе была открыта специализированная школа-интернат-колледж (ШИК) олимпийского резерва имени батыра Есета. В нём спортмены обучаются и тренируются по 9 видам спорта (бокс, футбол, грек-рим, настольный теннис, легкая атлетика, тхэквондо, вольная борьба, дзюдо и лыжный спорт).
В областном центре действует клуб для людей с ограниченными физическими возможностями, в состав сборных команд Республики Казахстан из области включены 38 человек с ограниченными возможностями.
В области развивается 86 видов спорта, из них 33 олимпийских, 38 неолимпийских, 7 технических, 8 национальных видов спорта, в том числе 22 вида спорта среди спортсменов с ограниченными физическими возможностями.
В городе базируется известный ФК «Актобе», который берёт своё начало в 1967 года, когда команде «Актюбинец» был присвоен статус команды мастеров. Для команды золотым сезоном был сезон 2008 г., когда «Актобе» стал единственным клубом в истории казахстанского футбола, которому удалось выиграть все три почётнейших титула: кубок, суперкубок и золотые медали чемпионата страны.
В 2017 году был построен спортивный комплекс «Жекпе-жек» на 730 мест.
С целью развития зимних видов спорта был построен хоккейный модуль ДЮСШ № 5 «Олимп» на 200 посадочных мест.
В 2018 году завершилось строительство ледового комплекса на 2500 мест.
Введён в эксплуатацию теннисный центр с гостиничными номерами на 114 мест, состоящий из 4 крытых и 4 открытых кортов, соответствующим международным стандартам.
Также идёт строительство лыжероллерной трассы и триатлон парка с вело-беговой дорожкой протяжённостью 2,5 км.

### Культура и профессиональное образование

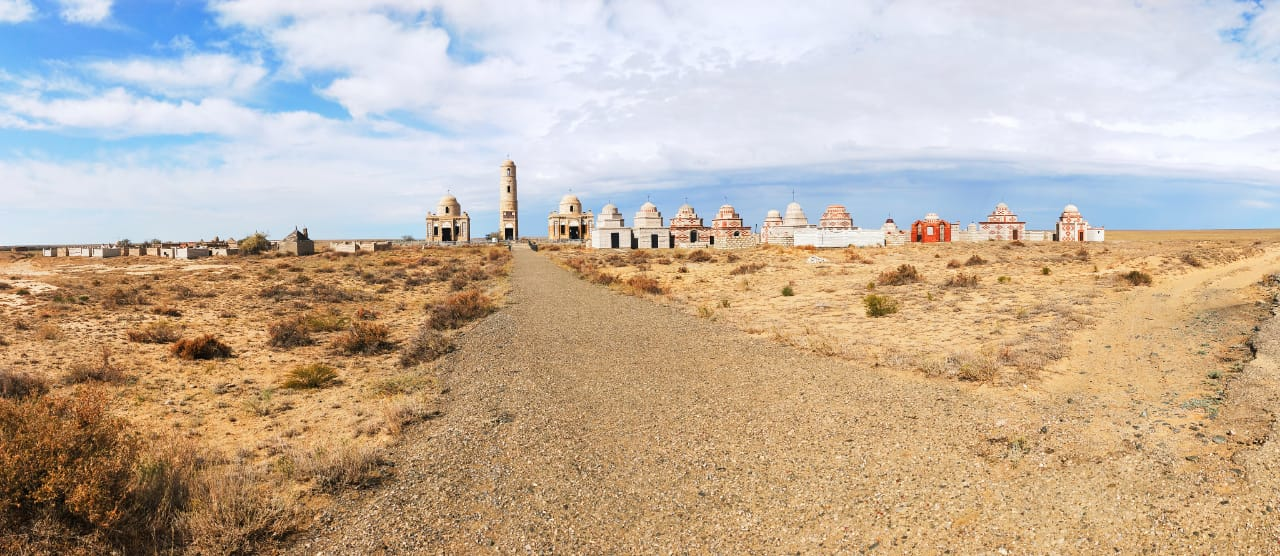
Мавзолей «Есет-Дарибай»

Город Актобе является крупнейшим культурным, образовательным и научным центром западного региона страны. В городе 11 высших и 16 специальных учебных заведений, среди них Актюбинский региональный университет им. К. Жубанова, Западно-Казахстанский государственный медицинский университет имени Марата Оспанова, Актюбинское высшее военное авиационное училище и другие.
Всего в развитии и укреплении культуры, профессионального искусства, национального историко-культурного наследия региона работают около 500 организаций культуры, которые оказывают услуги жителям области, в том числе библиотеки, клубные учреждения, музеи, парки, театры, филармония и другие учреждения культуры.
Единственная концертная организация в регионе: областная филармония им. Г. Жубановой. Актюбинская областная филармония была образована в 1944 году. В 1998 году ей было присвоено имя выдающегося деятеля казахского музыкального искусства, народного артиста СССР, композитора Газизы Жубановой. Коллектив и солисты уникальной филармонии с 75-летней историей стали лауреатами многих международных и республиканских конкурсов и фестивалей. Ежегодно в областной филармонии проводится множество традиционных фестивалей-конкурсов на республиканском и международном уровнях.

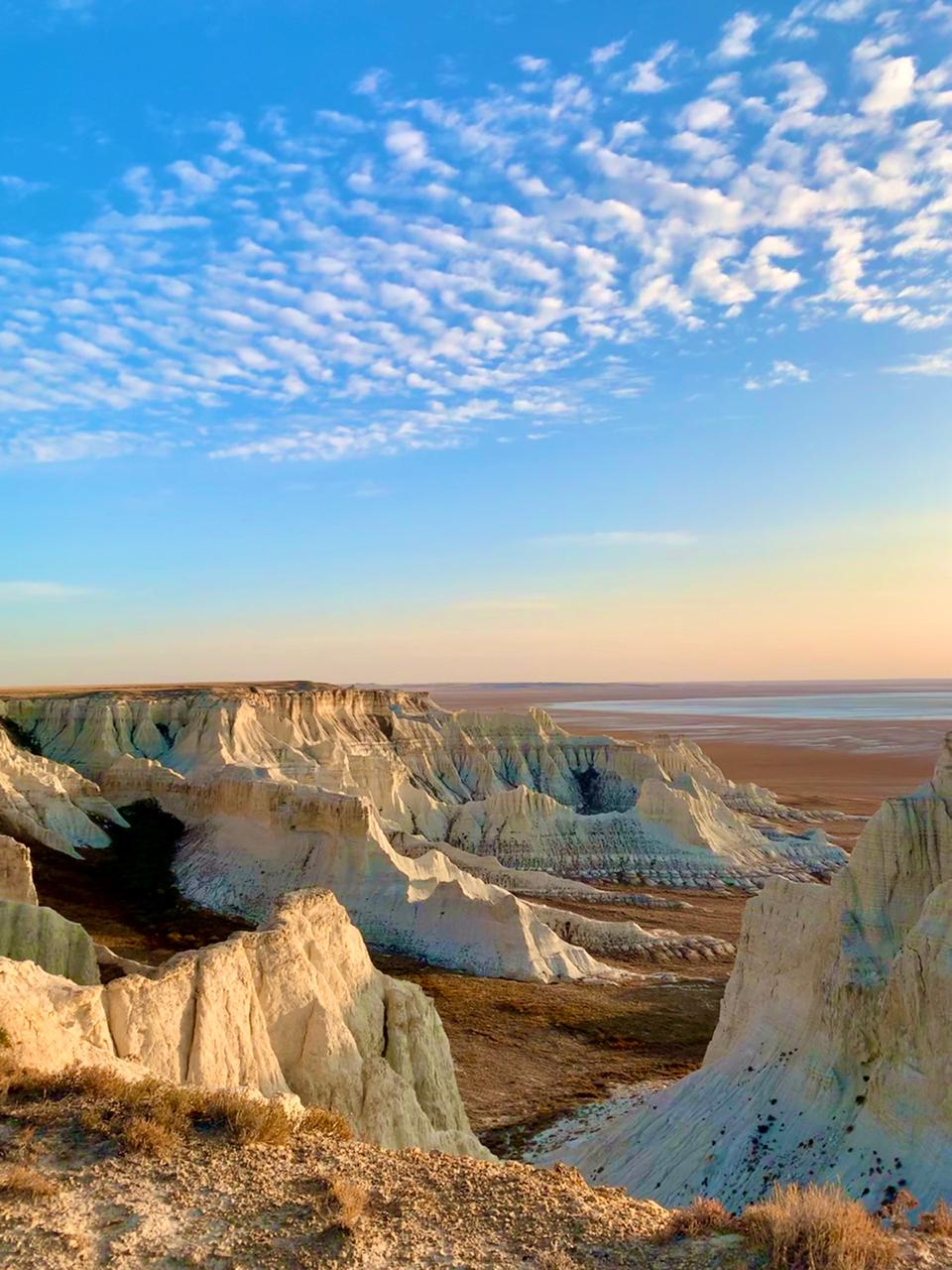
Меловые горы «Актолагай» (Байганинский район)

На территории области население обслуживают 2 профессиональных театра: областной драматический театр им. Тахауи Ахтанова и театр кукол «Алакай». Областной драматический театр им. Т. Ахтанова был открыт в 1935 году по инициативе народного комиссара Темирбека Жургенова в Актобе. С 1936 года по 1941 год под руководством первого режиссёра театра Гульшат Омаровой на сцене поставлены произведения казахских классиков: «Енлик-Кебек», «Козы Корпеш-Баян Сулу», «Амангельды», «Кыз Жибек», «Исатай-Махамбет». В 1997 году театру было присвоено имя писателя, драматурга Тахауи Ахтанова.
По состоянию на 2020 год в театре работают 2 театральных коллектива: казахская труппа, русская труппа. Ежегодно охват театра составляет более 60 тысяч зрителей, репертуар театра пополняется около 10 новыми постановками. Творческие достижения коллектива театра отмечены в различных режиссёрских и актёрских сферах.
Актюбинский областной театр кукол «Алакай» был открыт 29 ноября 1985 года. За 33 года театр поставил более 70 спектаклей и обслужил более миллиона зрителей.
В городе Актобе функционируют 3 областных музея. Это областной историко-краеведческий музей, областной мемориальный музей Героя Советского Союза Алии Молдагуловой и областной музей искусств.
Актюбинский областной историко-краеведческий музей является одним из крупнейших культурных центров области по научно-исследовательской, культурно-просветительской работе, пропагандирующий традиции края. В 1929 году по инициативе местных краеведов был создан клуб краеведов. На сегодняшний день в накопленном музейном фонде насчитывается около 115 тысяч экспонатов. Это коллекции минералогии, палеонтологии, ботаники, археологии, быта и этнографии, ручного искусства и ювелирных изделий, космонавтики, нумизматики, редких книг, документальных документов, фотоматериалов. 29 произведений ювелирного искусства были представлены на выставках в Турции в Анкаре и Стамбуле.

### Туризм
В области развита индустрия туризма. На 2020 год в функционируют 102 места размещения туристов (гостиницы, хостелы и кемпинги) и более 70 турфирм.

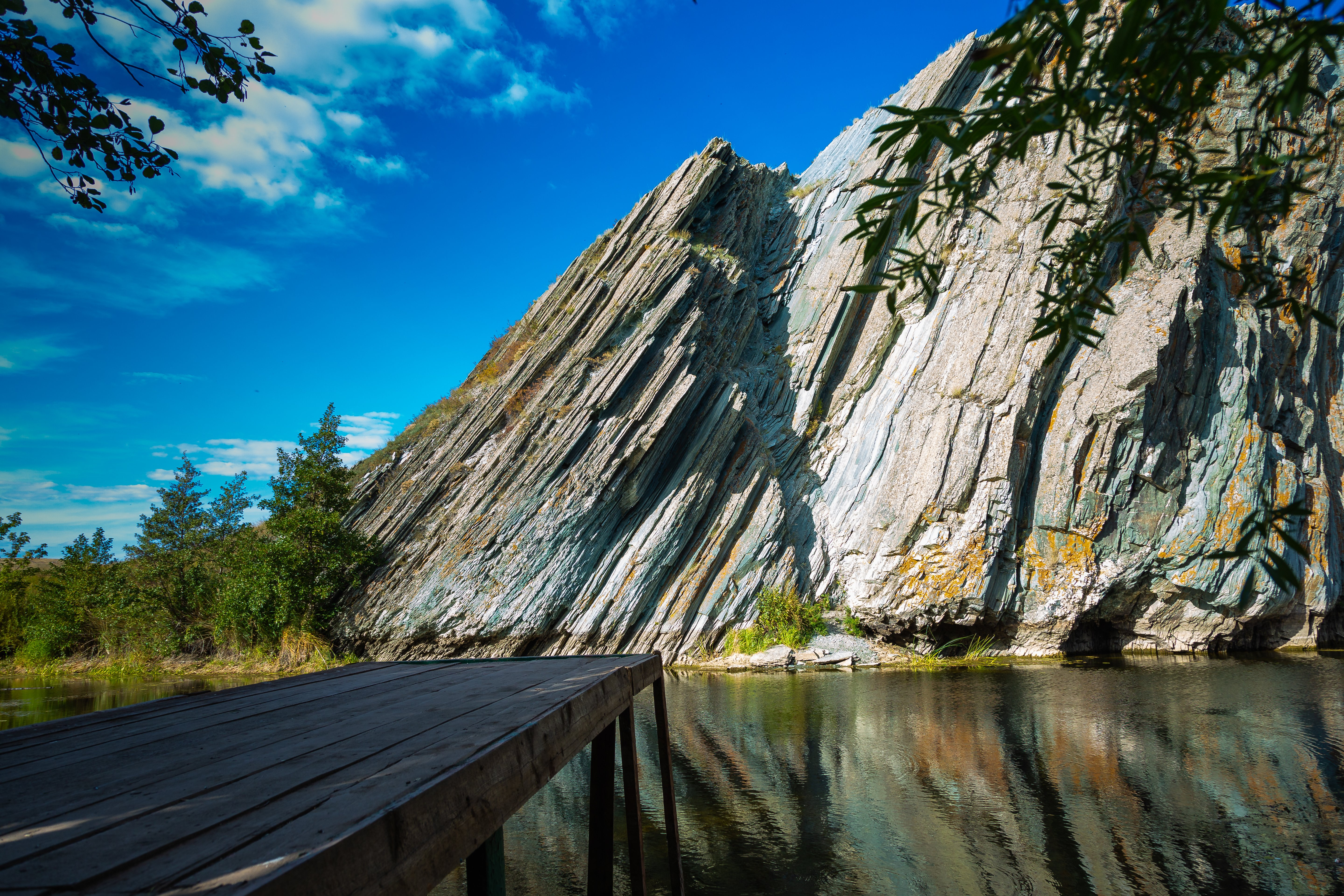
Немой аул (Каргалинский район)

По состоянию на 2020 год в Актюбинской области насчитывается 75 сакральных объектов, из них 27 объектов республиканского и 48 местного значения. Наиболее популярными среди них являются сакральные объекты республиканского значения: мемориальный комплекс «Есет батыр», «Кобыланды батыр», мавзолей «Абат байтак», некрополь «Хан моласы», комплекс «Керуен сарай», мавзолей «Котибар батыр Басенулы».
В настоящее время в Актюбинской области помимо посещения сакральных и культурно-исторических объектов, популярны следующие виды туризма: экологический туризм: Каргалинское водохранилище (осетровые пруды, Ащелисайский («волчий») водопад), меловые горы Актолагай, Иргиз-Тургайский природный резерват; лечебно-оздоровительный (медицинский) туризм: санаторий-пантолечебница «Зару», санаторий-профилакторий «Шипагер», пески Баркын; развлекательный туризм: аквапарк Tree of life Aktobe, парк отдыха и развлечений Green land, парк отдыха Yurta park.
Функционирует туристический портал www.visitaktobe.kz, посвящённый туризму в области. Установлены туристские информационные стойки в аэропорту и на Арбате в Актобе.
24 августа 2019 года проведён первый международный туристский фестиваль Qarg’aly Fest. Количество участников составило более 4000 человек.